# Crusnes
Pour l’article homonyme, voir Crusnes (rivière).
Crusnes [kʁyn] est une commune française située dans le département de Meurthe-et-Moselle en région Grand Est.

## Géographie
Cette commune fut un village-frontière avec l'Allemagne entre 1871 et 1918. Elle est à une dizaine de kilomètres du Luxembourg.
On fait la distinction entre Crusnes Village et Crusnes Cité.

### Communes limitrophes
|                  | Villerupt | Audun-le-Tiche Moselle |
| Bréhain-la-Ville | Crusnes   |                        |
| Errouville       |           | Aumetz Moselle         |

### Écarts et lieux-dits
- Bernique, La Fondation, Crusnes Cités, La Dame, Keurtange, Bourig Loch, La Schleide, Haut de Neygroudt, La Truie, Pièce de huit jours, Pièce de onze jours, Le Choque, Aux Oies, Au chemin D'Hirps, Le Haut Chemin, La Fosse Baslieux, Anne Berre, La Croix Bailly, Trou de Butte.

### Hydrographie
La commune est traversée par la ligne de partage des eaux entre les bassins versants du Rhin et de la Meuse au sein du bassin Rhin-Meuse. Elle n'est drainée par aucun cours d'eau,.

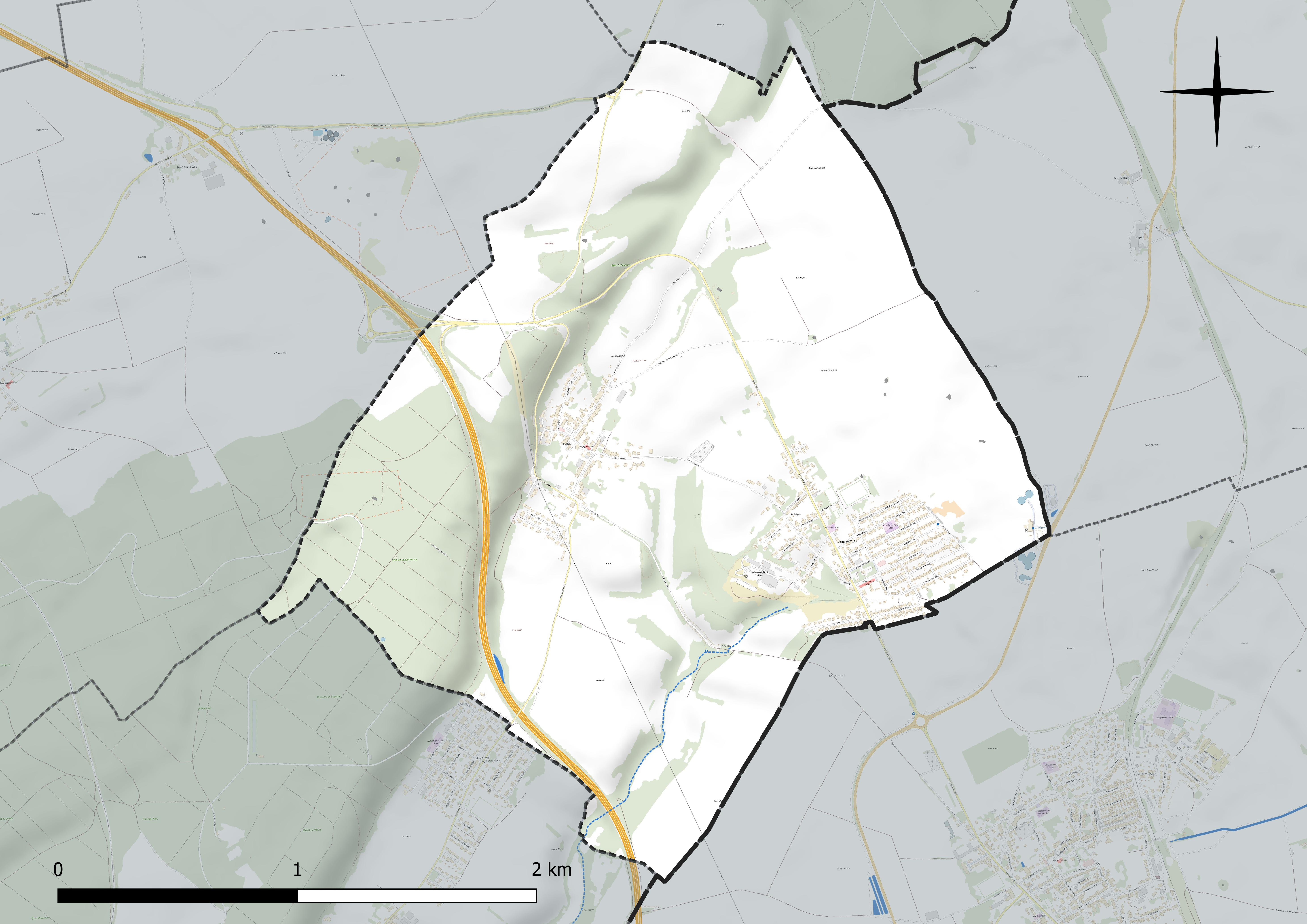
Réseau hydrographique de Crusnes.

### Climat
Pour des articles plus généraux, voir Climat du Grand Est et Climat de Meurthe-et-Moselle.
En 2010, le climat de la commune est de type climat de montagne, selon une étude du Centre national de la recherche scientifique s'appuyant sur une série de données couvrant la période 1971-2000. En 2020, Météo-France publie une typologie des climats de la France métropolitaine dans laquelle la commune est exposée à un climat semi-continental et est dans la région climatique  Lorraine, plateau de Langres, Morvan, caractérisée par un hiver rude (1,5 °C), des vents modérés et des brouillards fréquents en automne et hiver. 
Pour la période 1971-2000, la température annuelle moyenne est de 9 °C, avec une amplitude thermique annuelle de 16,6 °C. Le cumul annuel moyen de précipitations est de 935 mm, avec 13,4 jours de précipitations en janvier et 9,4 jours en juillet. Pour la période 1991-2020, la température moyenne annuelle observée sur la station météorologique de Météo-France la plus proche, « Villette », sur la commune de Villette à 27 km à vol d'oiseau, est de 10,1 °C et le cumul annuel moyen de précipitations est de 909,4 mm. 
La température maximale relevée sur cette station est de 39 °C, atteinte le 25 juillet 2019 ; la température minimale est de −14,8 °C, atteinte le 20 décembre 2009,,. 
Les paramètres climatiques de la commune ont été estimés pour le milieu du siècle (2041-2070) selon différents scénarios d'émission de gaz à effet de serre à partir des nouvelles projections climatiques de référence DRIAS-2020. Ils sont consultables sur un site dédié publié par Météo-France en novembre 2022.

## Urbanisme

### Typologie
Au 1er janvier 2024, Crusnes est catégorisée bourg rural, selon la nouvelle grille communale de densité à sept niveaux définie par l'Insee en 2022.
Elle est située hors unité urbaine. Par ailleurs la commune fait partie de l'aire d'attraction de Luxembourg (partie française), dont elle est une commune de la couronne,. Cette aire, qui regroupe 115 communes, est catégorisée dans les aires de 700 000 habitants ou plus (hors Paris),.

### Occupation des sols
L'occupation des sols de la commune, telle qu'elle ressort de la base de données européenne d’occupation biophysique des sols Corine Land Cover (CLC), est marquée par l'importance des territoires agricoles (67,4 % en 2018), en diminution par rapport à 1990 (68,4 %). La répartition détaillée en 2018 est la suivante : 
terres arables (53,6 %), forêts (20,4 %), prairies (13,9 %), zones urbanisées (12,2 %). L'évolution de l’occupation des sols de la commune et de ses infrastructures peut être observée sur les différentes représentations cartographiques du territoire : la carte de Cassini (XVIIIe siècle), la carte d'état-major (1820-1866) et les cartes ou photos aériennes de l'IGN pour la période actuelle (1950 à aujourd'hui).

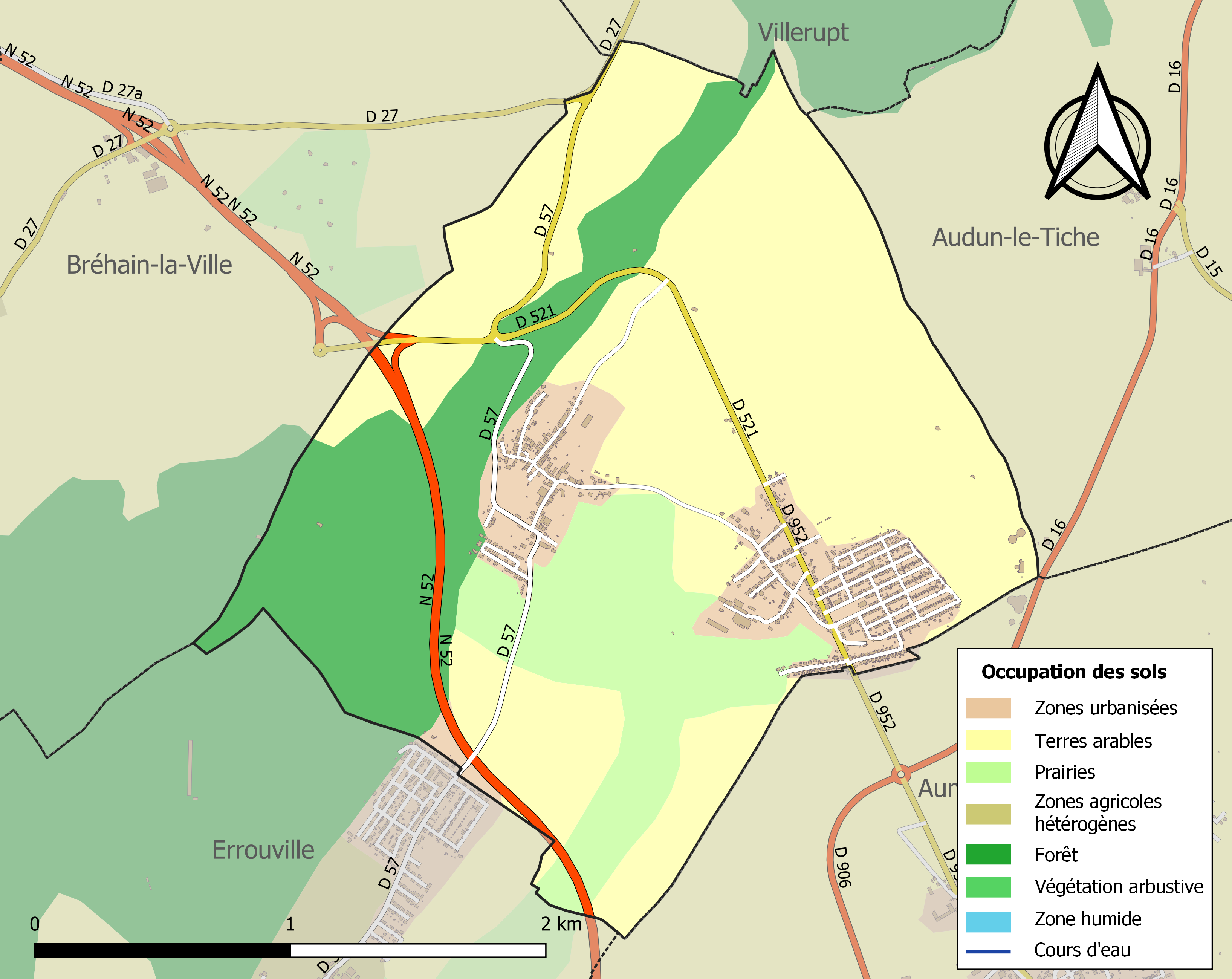
Carte des infrastructures et de l'occupation des sols de la commune en 2018 (CLC).

## Toponymie
- Crusna et Crune (1254), Crusne (1341), Cruine (1654), Crunes (1793), Crune (1801).
- Krongen en luxembourgeois[15],[16].

La rivière Crusnes, lui a vraisemblablement donné son nom.

## Histoire
Le village est déjà mentionné en 636 sous la forme de  Cruna Fluviolu. Il dépendait en 1254 de l'abbaye de Villers-Bettnach, quoique faisant partie du diocèse de Trèves comme cure du doyenné de Luxembourg. En 1817 il y avait 193 habitants répartis dans 31 maisons. Le village a été érigé en commune en 1833.
Venant de son nom hérité du latin[pas clair], la Crusnes, petite rivière française prenait sa source autrefois sur la commune[source insuffisante]. Ce cours d'eau est probablement à l'origine de l'appellation du village.

### Laguerre franco-allemande de 1870
En 1871, Adolphe Thiers souhaite donner de l'espace à la place forte de Belfort devant rester française. Les Allemands, connaissant la valeur minière du sous-sol lorrain, acceptent en échange de communes supplémentaires de Moselle, en déplaçant vers l'ouest la frontière prévue lors des préliminaires de paix signés à Versailles le 26 février 1871. Les communes de Rédange, Thil, Villerupt, Aumetz, Boulange, Lommerange, Sainte-Marie-aux-Chênes, Vionville deviennent donc allemandes. Villerupt et Thil restent françaises grâce à Augustin Pouyer-Quertier, ministre des Finances du gouvernement Thiers.
La petite commune de Crusnes, dont le sous-sol est riche en minerai, a été oubliée sur la carte-base du traité de Francfort. « Crusnes est un hameau d’Aumetz, il doit suivre le sort d’Aumetz » affirme le commissaire allemand. « Assertion inexacte », réplique le commissaire français, le capitaine Aimé Laussedat : « Crusnes est commune indépendante depuis près de quarante ans ». Opposition énergique du Français, qui finit par obtenir gain de cause. Ce qui n’empêcha pas l’Allemand de demander une compensation territoriale : des bois situés dans la commune (française, et limitrophe de la nouvelle frontière) d'Avril, au nord-est de ce village. Alors les rapports se tendirent, le commissaire français menaça de rompre, s’obstinant à ce qu’il ne fût point question de compensation pour une cession à laquelle l’Allemand n’avait manifestement aucun droit ; il l’emporta encore : bataille gagnée, qui conserva à la France Crusnes, une commune de 600 à 700 hectares et de 372 habitants, et les bois d'Avril, la commune d'Avril restant intégralement française.

### XXesiècle
L'histoire moderne de Crusnes est associée à la ligne Maginot. Le village est en effet entouré de nombreux blockhaus et ouvrages du Secteur fortifié de la Crusnes.
À la fin des années 1970, un tremblement de terre a été ressenti. Il s'agissait en réalité d'un effondrement minier, le sol s'affaissant de presque un mètre.

## Politique et administration
| Période                                  | Période      | Identité          | Étiquette | Qualité                                                    |
| ---------------------------------------- | ------------ | ----------------- | --------- | ---------------------------------------------------------- |
| Les données manquantes sont à compléter. |              |                   |           |                                                            |
| avant 1962                               | 1965         | M. Apelle         | DVD       |                                                            |
| mars 1965                                | mars 1989    | Léon Eckel        | PCF       |                                                            |
| mars 1989                                | octobre 2010 | Serge Bertelle    | PCF       | Retraité directeur école primaire Décès en cours de mandat |
| décembre 2010                            | mai 2020     | Alain Eckel       | PCF       | Retraité salarié du secteur privé                          |
| mai 2020                                 | En cours     | Florent Bertelle, | DVG       | Employé civil ou agent de service de la fonction publique  |

## Population et société

### Démographie
L'évolution du nombre d'habitants est connue à travers les recensements de la population effectués dans la commune depuis 1793. Pour les communes de moins de 10 000 habitants, une enquête de recensement portant sur toute la population est réalisée tous les cinq ans, les populations de référence des années intermédiaires étant quant à elles estimées par interpolation ou extrapolation. Pour la commune, le premier recensement exhaustif entrant dans le cadre du nouveau dispositif a été réalisé en 2006.

En 2022, la commune comptait 1 559 habitants, en évolution de −0,95 % par rapport à 2016 (Meurthe-et-Moselle : −0,13 %, France hors Mayotte : +2,11 %).
| 1793 | 1800 | 1806 | 1836 | 1841 | 1861 | 1866 | 1872 | 1876 |
| ---- | ---- | ---- | ---- | ---- | ---- | ---- | ---- | ---- |
| 212  | 155  | 174  | 410  | 360  | 372  | 372  | 320  | 350  |

| 1881 | 1886 | 1891 | 1896 | 1901 | 1906 | 1911 | 1921  | 1926  |
| ---- | ---- | ---- | ---- | ---- | ---- | ---- | ----- | ----- |
| 305  | 302  | 313  | 312  | 323  | 345  | 646  | 1 115 | 1 685 |

| 1931  | 1936  | 1946  | 1954  | 1962  | 1968  | 1975  | 1982  | 1990  |
| ----- | ----- | ----- | ----- | ----- | ----- | ----- | ----- | ----- |
| 2 271 | 2 212 | 1 724 | 2 413 | 2 615 | 2 186 | 1 843 | 1 590 | 1 660 |

| 1999  | 2006  | 2011  | 2016  | 2021  | 2022  | - | - | - |
| ----- | ----- | ----- | ----- | ----- | ----- | - | - | - |
| 1 602 | 1 604 | 1 626 | 1 574 | 1 562 | 1 559 | - | - | - |

## Culture locale et patrimoine

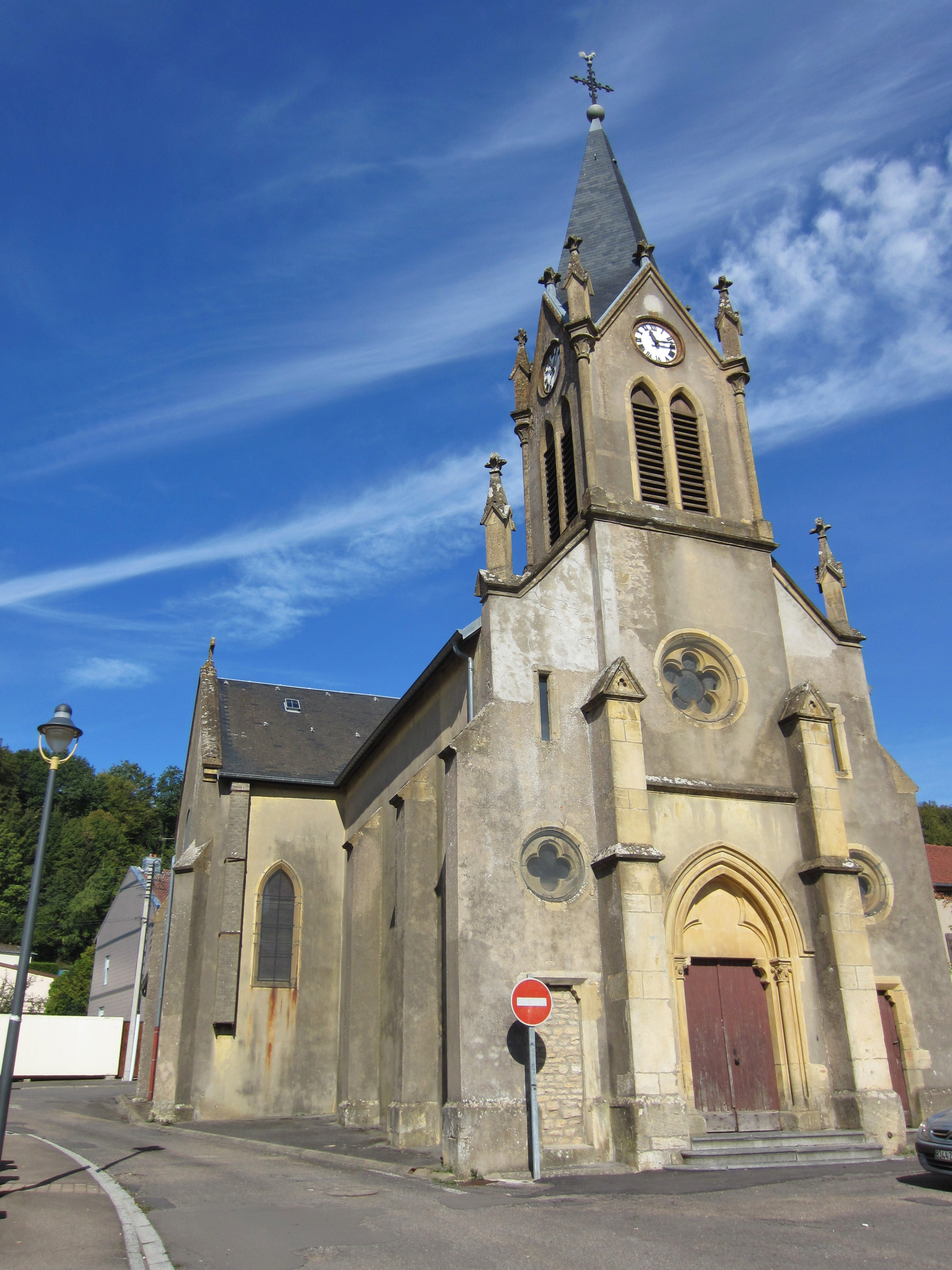
Église paroissiale Saint-Léger.

### Lieux et monuments

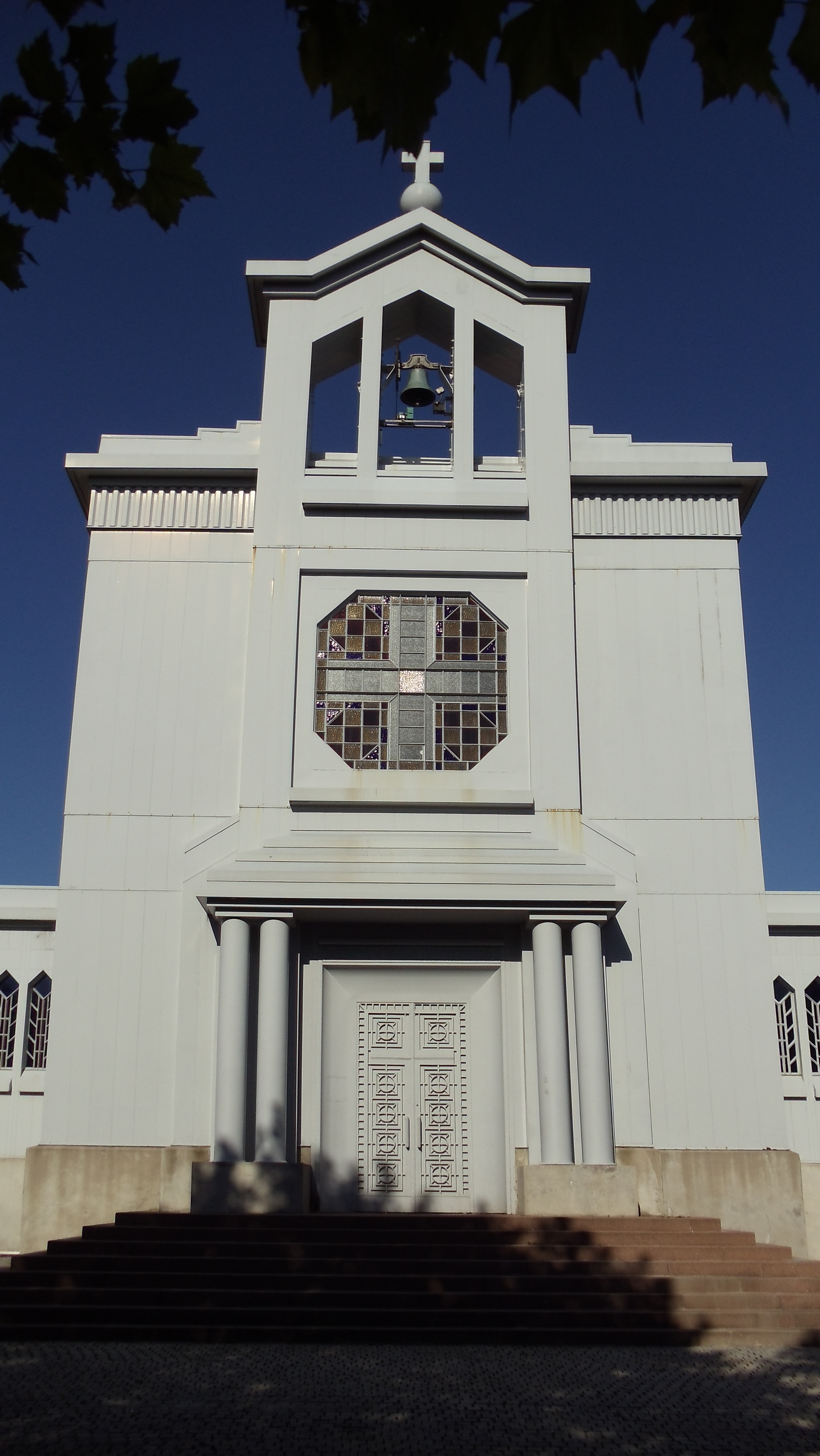
Église Sainte-Barbe

- Monument aux morts à Crusnes Village de la guerre 1914-1918.
- Église Sainte-Barbe commanditée par la famille de Wendel en 1939 et réalisée par l'entreprise de Ferdinand Fillod, est l'une des seules églises, à structure métallique, entièrement construites en fer en Europe. Elle fut classée monument historique par arrêté du 14 juin 1990[27]. (restaurée en 2006)[28].
- Église paroissiale Saint-Léger à Crusnes Village reconstruite en 1736, puis à nouveau en 1860.
- Calvaire dit Croix Boulanger, situé 22 rue de la Mairie élevé en 1714 (date portée), aux frais de Jacques Goeury et Catherine Mengin sa femme. Le revers du croisillon, historié, est accolé à la façade de la maison et est non visible.
- Croix monumentale, située 17 Grande Rue, construit en 1785, représentant : Christ en croix ; ornement végétal ; fleur ; cœur ; fleur de lys.
- Chevalement du puits de mine Errouville.

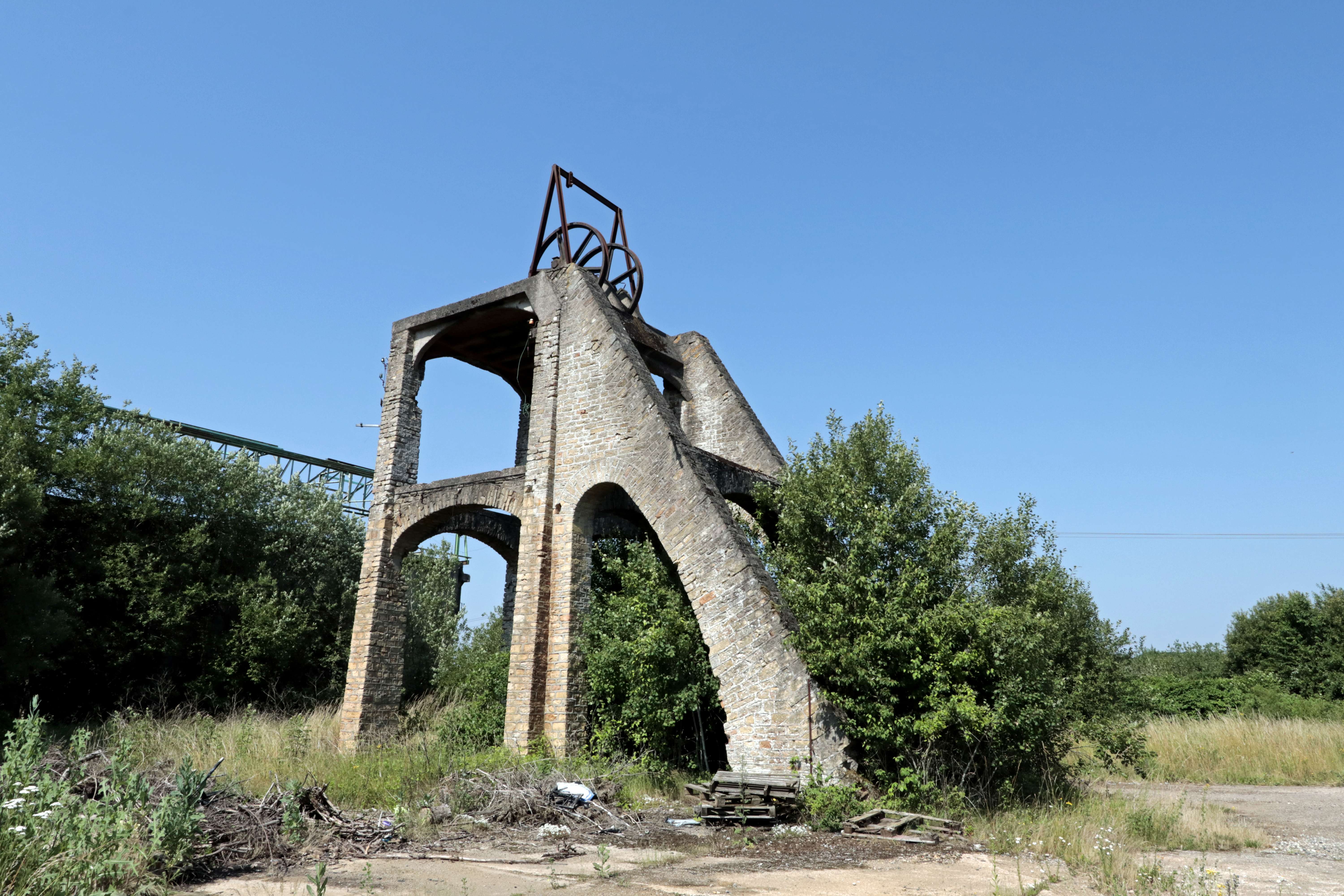
Chevalement du puits Errouville à Crusnes

### Personnalités liées à la commune
- Kazimir Hnatow, ancien footballeur français de 1951 à 1966, né en 1929 à Crusnes
- Louis Provelli, ancien footballeur français de 1957 à 1970, né en 1939 à Crusnes

### Crusnes dans la culture
Une scène du film Les Rivières pourpres 2 - Les anges de l'apocalypse a été tournée devant l'église Sainte-Barbe.

### Héraldique
| Blason de Crusnes | Blason  | Écartelé d’argent à un trèfle de sinople, et de gueules à un pic de mineur d'argent, à la fasce ondée d'azur brochant sur le coupé. |
| Blason de Crusnes | Détails | Le statut officiel du blason reste à déterminer.                                                                                    |